# Мокрая (приток Песчанки)
Мокрая — река в Саратовской области России. Устье реки находится в 4,2 км по правому берегу реки Песчанка. Длина реки составляет 12 км. 

## Данные водного реестра
По данным государственного водного реестра России относится к Донскому бассейновому округу, водохозяйственный участок реки — Терса, речной подбассейн реки — Бассейн прит-в Дона м/д впад. прит-в Хопра и С.Донца. Речной бассейн реки — Дон (российская часть бассейна).